# Elaeocarpus murudensis
Elaeocarpus murudensis är en tvåhjärtbladig växtart som beskrevs av Merrill. Elaeocarpus murudensis ingår i släktet Elaeocarpus och familjen Elaeocarpaceae. Inga underarter finns listade i Catalogue of Life.